# Cerimonia di apertura dei XXI Giochi olimpici invernali

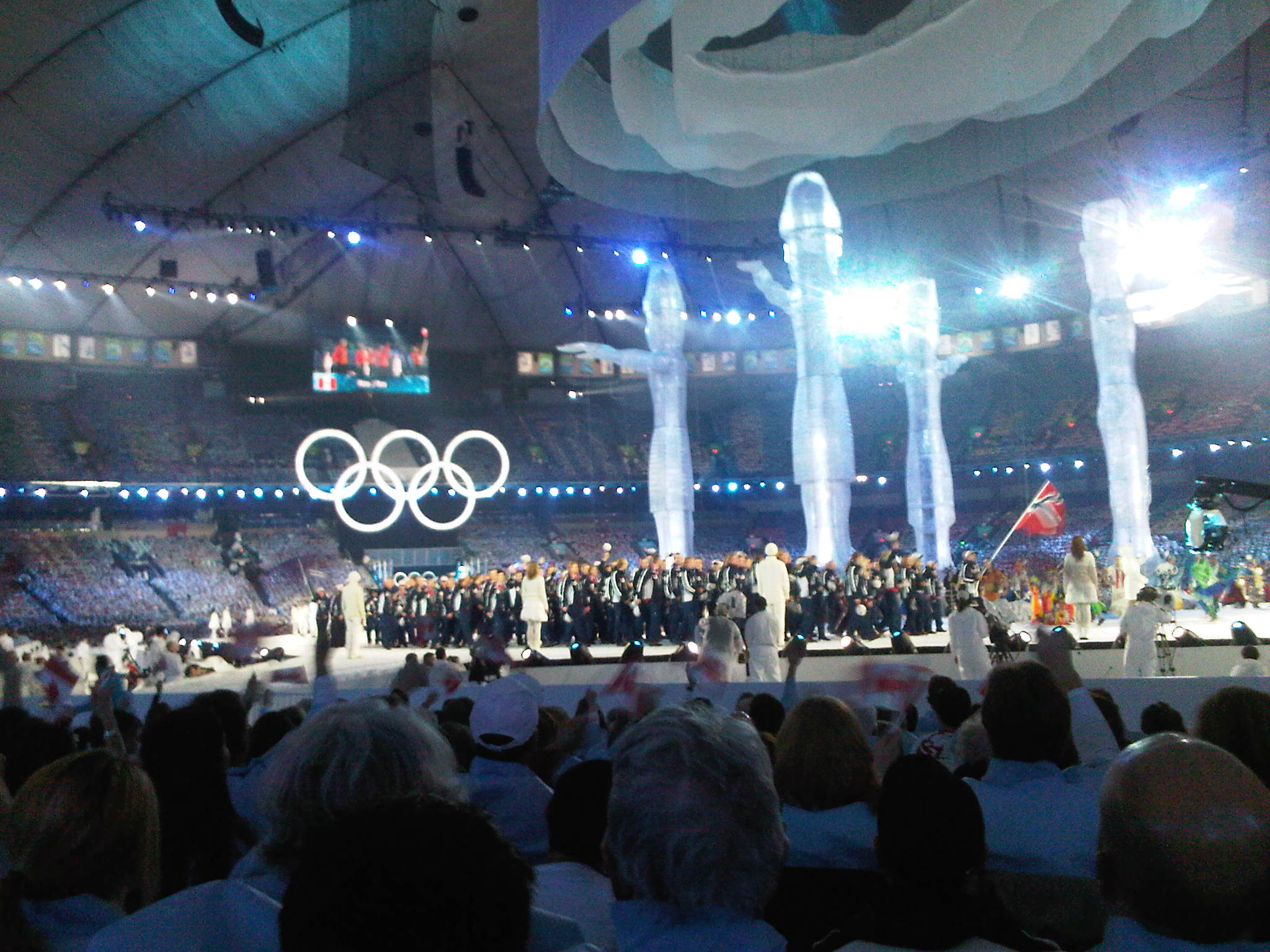
Il momento dell'ingresso della rappresentativa norvegese

La cerimonia di apertura dei XXI Giochi olimpici invernali si è tenuta il 12 febbraio 2010, giorno completamente dedicato a questo evento, alle ore 6:00 PDT (2:00 UTC), presso il BC Place Stadium di Vancouver, diventando la prima svoltasi interamente al coperto. È stata diretta da David Atkins, direttore anche delle cerimonie di apertura dei Giochi della XXVII Olimpiade di Sydney del 2000 e dei XV Giochi asiatici di Doha del 2006.
L'evento è stato ufficialmente aperto dalla Governatrice generale del Canada Michaëlle Jean, rappresentante di Elisabetta II, ed è stata dedicata alla memoria di Nodar Kumarit'ashvili, lo slittinista georgiano deceduto il giorno stesso durante una prova del tracciato.
Alla cerimonia hanno partecipato circa 4 500 volontari, è stata trasmessa da undici canali televisivi in undici lingue diverse. Il Comitato Organizzatore ha stimato che, oltre che dai 60 000 spettatori presenti dentro all'impianto, la manifestazione è stata seguita da un miliardo di persone. Purtroppo a causa di un malfunzionamento al sistema idraulico di sollevamento, solo tre delle quattro componenti del braciere olimpico si sono sollevate da terra. L'atleta Le May Doan ha potuto accendere il braciere alla cerimonia di chiusura.

## Gli alfieri
Di seguito viene riportata la lista degli alfieri alla cerimonia di apertura in ordine di apparizione, per ogni atleta viene riportata la specialità.
| Ordine | Paese                | Alfiere                        | Disciplina              |
| ------ | -------------------- | ------------------------------ | ----------------------- |
| 1      | Grecia               | Athanassios Tsakiris           | Biathlon                |
| 2      | Albania              | Erjon Tola                     | Sci alpino              |
| 3      | Algeria              | Mehdi-Selim Khelifi            | Sci di fondo            |
| 4      | Andorra              | Lluís Marin Tarroch            | Snowboard               |
| 5      | Argentina            | Cristian Javier Simari Birkner | Sci alpino              |
| 6      | Armenia              | Arsen Nersisyan                | Sci alpino              |
| 7      | Australia            | Torah Bright                   | Snowboard               |
| 8      | Austria              | Andreas e Wolfgang Linger      | Slittino                |
| 9      | Azerbaigian          | Fuad Guliyev                   | Skating official        |
| 10     | Bielorussia          | Oleg Antonenko                 | Hockey su ghiaccio      |
| 11     | Belgio               | Kevin van der Perren           | Pattinaggio artistico   |
| 12     | Bermuda              | Tucker Murphy                  | Sci di fondo            |
| 13     | Bosnia ed Erzegovina | Žana Novaković                 | Sci alpino              |
| 14     | Brasile              | Isabel Clark Ribeiro           | Snowboard               |
| 15     | Bulgaria             | Alexandra Jekova               | Snowboard               |
| 16     | Isole Cayman         | Dow Travers                    | Sci alpino              |
| 17     | Cile                 | Jorge Mandrú                   | Sci alpino              |
| 18     | Cina                 | Han Xiaopeng                   | Freestyle               |
| 19     | Colombia             | Cynthia Denzler                | Sci alpino              |
| 20     | Croazia              | Jakov Fak                      | Biathlon                |
| 21     | Cipro                | Christopher Papamichalopoulos  | Sci alpino              |
| 22     | Rep. Ceca            | Jaromír Jágr                   | Hockey su ghiaccio      |
| 23     | Corea del Nord       | Ri Song-Chol                   | Pattinaggio artistico   |
| 24     | Danimarca            | Sophie Fjellvang-Sølling       | Freestyle               |
| 25     | Estonia              | Roland Lessing                 | Biathlon                |
| 26     | Etiopia              | Robel Teklemariam              | Sci di fondo            |
| 27     | Finlandia            | Ville Peltonen                 | Hockey su ghiaccio      |
| 28     | Macedonia            | Antonio Ristevski              | Sci alpino              |
| 29     | Francia              | Vincent Defrasne               | Biathlon                |
| 30     | Georgia              | Iason Abramashvili             | Sci alpino              |
| 31     | Germania             | André Lange                    | Bob                     |
| 32     | Ghana                | Kwame Nkrumah-Acheampong       | Sci alpino              |
| 33     | Gran Bretagna        | Shelley Rudman                 | Skeleton                |
| 34     | Hong Kong            | Han Yue Shueng                 | Short track             |
| 35     | Ungheria             | Júlia Sebestyén                | Pattinaggio di figura   |
| 36     | Islanda              | Björgvin Björgvinsson          | Sci alpino              |
| 37     | India                | Shiva Keshavan                 | Slittino                |
| 38     | Iran                 | Marjan Kalhor                  | Sci alpino              |
| 39     | Irlanda              | Aoife Hoey                     | Bob                     |
| 40     | Israele              | Alexandra Zaretsky             | Pattinaggio di figura   |
| 41     | Italia               | Giorgio Di Centa               | Sci di fondo            |
| 42     | Giamaica             | Errol Kerr                     | Freestyle               |
| 43     | Giappone             | Tomomi Okazaki                 | Pattinaggio di velocità |
| 44     | Kazakistan           | Dias Keneshev                  | Biathlon                |
| 45     | Corea del Sud        | Kang Kwang-Bae                 | Bob                     |
| 46     | Kirghizistan         | Dmitry Trelevski               | Sci alpino              |
| 47     | Lettonia             | Martins Dukurs                 | Skeleton                |
| 48     | Libano               | Chirine Njeim                  | Sci alpino              |
| 49     | Liechtenstein        | Richard Wunder                 | Bob                     |
| 50     | Lituania             | Irina Terentjeva               | Sci di fondo            |
| 51     | Messico              | Hubertus von Hohenlohe         | Sci alpino              |
| 52     | Moldavia             | Victor Pinzaru                 | Biathlon                |
| 53     | Monaco               | Alexandra Coletti              | Sci alpino              |
| 54     | Mongolia             | Erdene-Ochir Ochirsuren        | Sci di fondo            |
| 55     | Montenegro           | Bojan Kosić                    | Sci alpino              |
| 56     | Marocco              | Samir Azzimani                 | Sci alpino              |
| 57     | Nepal                | Dachhiri Sherpa                | Sci di fondo            |
| 58     | Paesi Bassi          | Timothy Beck                   | Bob                     |
| 59     | Nuova Zelanda        | Juliane Bray                   | Snowboard               |
| 60     | Norvegia             | Tommy Jakobsen                 | Hockey su ghiaccio      |
| 61     | Pakistan             | Muhammad Abbas                 | Sci alpino              |
| 62     | Perù                 | Roberto Carcelén               | Sci di fondo            |
| 63     | Polonia              | Konrad Niedźwiedzki            | Pattinaggio di velocità |
| 64     | Portogallo           | Danny Silva                    | Sci di fondo            |
| 65     | Romania              | Éva Tófalvi                    | Biathlon                |
| 66     | Russia               | Aleksey Morozov                | Hockey su ghiaccio      |
| 67     | San Marino           | Marino Cardelli                | Sci alpino              |
| 68     | Senegal              | Leyti Seck                     | Sci alpino              |
| 69     | Serbia               | Jelena Lolović                 | Sci alpino              |
| 70     | Slovacchia           | Žigmund Pálffy                 | Hockey su ghiaccio      |
| 71     | Slovenia             | Tina Maze                      | Sci alpino              |
| 72     | Sudafrica            | Oliver Kraas                   | Sci di fondo            |
| 73     | Spagna               | Queralt Castellet              | Snowboard               |
| 74     | Svezia               | Peter Forsberg                 | Hockey su ghiaccio      |
| 75     | Svizzera             | Stéphane Lambiel               | Pattinaggio di figura   |
| 76     | Taipei cinese        | Ma Chih-hung                   | Slittino                |
| 77     | Tagikistan           | Alisher Kudratov               | Sci alpino              |
| 78     | Turchia              | Kelime Aydın                   | Sci di fondo            |
| 79     | Ucraina              | Lilija Ludan                   | Slittino                |
| 80     | Stati Uniti          | Mark Grimmette                 | Slittino                |
| 81     | Uzbekistan           | Oleg Shamaev                   | Sci alpino              |
| 82     | Canada               | Clara Hughes                   | Pattinaggio di velocità |